# Gilbert Patten
William Gilbert George Patten (Corinna, 25 ottobre 1866 – Vista, 16 gennaio 1945) è stato uno scrittore statunitense, specializzato nei romanzi dime, e noto in particolare come autore delle storie di Frank Merriwell, con lo pseudonimo di Burt L. Standish.

## Biografia
Gilbert Patten nacque a Corinna (Maine) nel 1866. Suo padre, un falegname, e sua madre erano profondamente religiosi e pacifisti. Quando suo padre minacciò di metterlo al lavoro se non fosse migliorato a scuola, Patten scappò a Biddeford dove lavorò in un negozio di macchine. Quando tornò a casa disse al padre che sarebbe diventato uno scrittore, e gli furono dati trenta giorni per dimostrare le sue capacità. In questo periodo di tempo riuscì a vendere i suoi primi due racconti, e riprese intanto gli studi per i successivi quattro anni continuando a scrivere e pubblicare racconti. Quando ebbe vent'anni sposò Alice Gardner, e nel 1892 nacque il loro figlio Harvan Barr Patten. La coppia successivamente divorziò e Gilbert avrebbe si sarebbe sposato altre due volte.
Patten lavorò presso la Pittsfield Advertiser prima di creare nel 1888 il suo giornale, il Corinna Owl. Quando lo vendette all' Advertiser, dedicò il suo tempo alla scrittura, soprattutto di storie western. È stato uno scrittore di romanzi dime. Il suo primo romanzo pubblicato, The diamond sport e il secondo, The Double Face of Bed Rock riscossero un incredibile successo. Scrisse anche western con lo pseudonimo di Wyoming Bill, ma è più conosciuto per le sue storie della serie di Frank Merriwell. Patten iniziò a scrivere le storie Merriwell nel mese di aprile 1896 per la casa editrice Street & Smith e ne produsse una ogni settimana, su una lunghezza di ventimila parole, per venti anni. La serie, che apparve in un settimanale locale, è stata immensamente popolare, e ha reso lo scrittore e il suo personaggio un'icona della letteratura dime mondiale. La serie era originariamente ispirata dal successo dei penny dreadful britannici. Gibert Patten contribuì anche ai fumetti di Frank Merriwell dal 1928. Dal 1927 al 1930 avrebbe avviato una nuova serie di storie, ora aiutato da alcuni ghostwriter.
A parte la serie, Patten ha scritto 75 romanzi e un numero imprecisato di racconti. Egli stimò di aver scritto almeno 40 milioni di parole. In totale, ha venduto circa 500 milioni di copie dei suoi libri, rendendolo uno degli autori che hanno venduto più copie di tutti i tempi.
Ha vissuto la maggior parte della sua vita in Camden (Maine), ma si trasferì in California nel 1941. Morì a Vista (California) nel 1945.

## Filmografia
- The Crown Prince's Double, regia di Van Dyke Brooke - storia (1915)
- Temporary Marriage, regia di Lambert Hillyer - adattamento (1923)